# Station Skatval
Station Skatval  is een station in Skatval in de gemeente Stjørdal in Noorwegen. Het station dateert uit 1902 en is ontworpen door Paul Due. Skatval wordt bediend door de stoptreinen op lij 26 die ridjen tussen Steinkjer en Trondheim.